# Robert Carradine
Pour les autres membres de la famille, voir Famille Carradine.
Robert Carradine [ˈɹɑbɚt ˈkɛɹədiːn], né le 24 mars 1954 à Hollywood, en Californie, est un acteur américain. Il est connu pour son rôle de Sam McGuire dans la série Lizzie McGuire.

## Vie privée
Il est le fils de John Carradine et le frère de Keith Carradine. Il est par ailleurs également le demi-frère de David Carradine, Bruce Carradine et Michael Bowen.

## Filmographie

### Cinéma
- 1972 : Les Cowboys (The Cowboys) de Mark Rydell: Slim Honeycutt
- 1973 : Mean Streets de Martin Scorsese : le jeune homme au pistolet
- 1975 : Aloha, Bobby and Rose de Floyd Mutrux : Moxey
- 1976 : La Prison du viol (Jackson County Jail) de Michael Miller : Bobby Ray
- 1976 : Lâche-moi les baskets (The Pom Pom Girls) de Joseph Ruben : Johnnie
- 1976 : Cannonball ! de Paul Bartel : Jim Crandell
- 1976 : Les baskets se déchaînent (Massacre at Central High) de Rene Daalder : Spoony
- 1977 : Joyride de Joseph Ruben : John
- 1977 : Orca de Michael Anderson : Ken
- 1978 : Retour (Coming Home) de Hal Ashby: Bill Munson
- 1978 : Et la terreur commence (New York Blackout) de Eddy Matalon : Christie
- 1980 : Le Gang des frères James (The Long Riders) de Walter Hill : Bob Younger
- 1980 : Au-delà de la gloire (The Big Red One) de Samuel Fuller : Le soldat Zab
- 1981 : Heartaches de Donald Shebib : Stanley Howard
- 1982 : TAG : Le Jeu de l'assassinat (Tag: The Assassination Game) de Nick Castle : Alex Marsh
- 1983 : Onde de choc (en) (Wavelength) de Mike Gray : Bobby Sinclair
- 1984 : Les Tronches (Revenge of the Nerds) de Jeff Kanew : Louis Skolnick
- 1984 : Une fille à aimer (Just the Way You Are) d'Édouard Molinaro : Sam Carpenter
- 1987 : Number One with a Bullet de Jack Smight : L'inspecteur Barzak
- 1987 : Les Tronches 2 (Revenge of the Nerds II: Nerds in Paradise) de Joe Roth : Louis Skolnick
- 1987 : Bourse, bagne et business (Buy & Cell) de Robert Boris : Herbie Altman
- 1989 : All's Fair de Rocky Lang : Mark
- 1989 : Rude Awakening : Sammy Margolin
- 1995 : La loi du talion (Bird of Prey) de Temistocles Lopez : Eric Parker
- 1996 : Los Angeles 2013 (Escape from L.A.) de John Carpenter : Skinhead
- 1999 : Balle perdue (Stray Bullet) de Rob Spera : John Burnside
- 2001 : Ghosts of Mars de John Carpenter : Rodale
- 2001 : Le Grand Coup de Max Keeble (Max Keeble's Big Move) de Tim Hill : Donald Keeble
- 2003 : Lizzie McGuire, le film (The Lizzie McGuire Movie) de Jim Fall : Sam McGuire
- 2003 : Timecop 2 : La Décision de Berlin (Timecop: The Berlin Decision) : Big Jim
- 2005 : Supercross de Steve Boyum : Clay Sparks
- 2007 : Sex and Breakfast de Miles Brandman : le chauffeur énervé
- 2012 : Slumber Party Slaughter de Rebekah Chaney : Dave
- 2012 : Django Unchained de Quentin Tarantino : Tracker Lex
- 2020 : Human Zoo : John E. Seymore

### Télévision

#### Séries télévisées
- 1985 : Alfred Hitchcock présente : Jerry (saison 1, épisode 2)
- 1986 : La Cinquième Dimension : Daniel Arnold (saison 1, épisode 14)
- 1986 : Monte Carlo : Bobby Morgan
- 1993 : Les Tommyknockers : Bryant Brown
- 1995 : Urgences : John Koch (saison 1, épisode 18)
- 1995 : Loïs et Clark : Les Nouvelles Aventures de Superman : Joey Bermuda / Le bricoleur (saison 3, épisode 11)
- 1997 : Le Caméléon : Le shérif Dwight Kunkle (saison 1, épisode 9)
- 1997 : New York Police Blues : Gerard Salter (saison 4, épisode 16)
- 1997-2000 : Nash Bridges : Dr. Bruce Hartman
- 2001-2004, 2020- : Lizzie McGuire : Sam McGuire
- 2005 : New York, section criminelle : David Blake / Roger Withers (saison 4, épisode 11)

#### Téléfilms
- 1992 : Les Tronches 3 (Revenge of the Nerds III: The Next Generation) : Louis Skolnick
- 1993 : Petits cauchemars avant la nuit (Body Bags) : Bill
- 1994 : Les Tronches 4 (Revenge of the Nerds IV: Nerds in Love) : Louis Skolnick
- 2000 : Chasseurs de vampire (Mom's Got a Date with a Vampire) : Malachi Van Hesling
- 2005 : Les Dents de sabre (Attack of the Sabretooth) : Grant
- 2012 : Jesse Stone : Arthur Gallery
- 2014 : Sharktopus vs. Pteracuda : Dr. Rico Symes